# Бенчеку де Жос (Тимиш)
Бенчеку де Жос (рум. Bencecu de Jos) насеље је у Румунији у округу Тимиш у општини Пишкија. Oпштина се налази на надморској висини од 139 m.

## Прошлост
По "Румунској енциклопедији" место је 1456. године било посед Хуњадија, а становништво претежно српско. Током постојања мењали су се власници, а досељавали су се нови Срби и Румуни. Године 1769. срушена је древна православна црква брвнара и замењена новом.
Бенчек је 1764. године православна парохија у Темишварском протопрезвирату. Аустријски царски ревизор Ерлер је 1774. године констатовао да место "Пенсек" припада Буковачком округу, Темишварског дистрикта. Становништво је било претежно влашко. Када је 1797. године пописан православни клир ту у "Бенчеку" су три свештеника Поповића. Парох поп Василије (рукоп. 1765) и ђакон Илија (1794) служили су се само румунским језиком, а рођак поп Данил (1773) знао је поред српског и румунски језик. Била је то последица румунизације у источном Банату.

## Становништво
Према подацима из 2002. године у насељу је живело 386 становника.

### Попис2002.
| Расподела становништва по националности 2002.‍ | Расподела становништва по националности 2002.‍ | Расподела становништва по националности 2002.‍ | Расподела становништва по националности 2002.‍ | Расподела становништва по националности 2002.‍ |
| --------------------------------------------- | --------------------------------------------- | --------------------------------------------- | --------------------------------------------- | --------------------------------------------- |
|                                               |                                               |                                               |                                               |                                               |
| Румуни                                        | Румуни                                        |                                               | 305                                           | 79,0%                                         |
| Мађари                                        | Мађари                                        |                                               | 9                                             | 2,3%                                          |
| Роми                                          | Роми                                          |                                               | 49                                            | 12,7%                                         |
| Украјинци                                     | Украјинци                                     |                                               | 23                                            | 6,0%                                          |